# Nocicepção
Nocicepção ou algesia é o termo médico para a recepção de estímulos aversivos, transmissão, modulação e percepção de estímulos agressivos. Receptores de danos são chamados de nociceptores e transmitido pelo sistema nervoso periférico até o sistema nervoso central, onde é interpretado como dor. Está intimamente ligada ao sistema límbico, responsável por respostas emocionais

## Vias de dor
O Trato espinotalâmico é uma via da medula espinhal que pode ser divida em:
- Trato neoespinotalâmico: Via de dor rápida. Fibras tipo Aδ, transmitem sinais (potenciais de ação) para a parte dorsal da medula, onde fazem sinapse se decussam e seguem anterolateralmente até o núcleo ventrobasal do tálamo. Lá fazem outra sinapse e seguem para o córtex somatossensorial. Captam dor mecânica e térmica em 0,1s.
- Trato paleoespinotalâmico: Fibras tipo C, transmitem sinais (potenciais de ação) para a substância gelatinosa de Rolando(lâmina II de Rexed) transmitem impulsos para lâmina V de Rexed, se decussam e ascendem para tronco encefálico, incluindo Substância cinzenta periaquedutal e tectum mesencefálico.

## Tipos de dor
Dor pode ser induzida num receptor de três formas específicas[carece de fontes?]:
- Mecânica - Quando ocorre um estímulo mecânico capaz de excitar um mecanoreceptor de dor(receptor estimulado por meios físicos, tais como, impacto, fricção, tracionamento, rompimento).

Ex: Corte, pancada, perfuração, abrasão, pressão.
- Térmica - Quando ocorre um estímulo térmico capaz de excitar um termoceptor de dor (receptor sensível ao calor ou ao frio). No caso das queimaduras pode ocorrer quimiocepção por extravasamento de fluidos celulares que mediam a dor.

Ex: Queimaduras até segundo grau.
- Química - Quando ocorre estímulo mediado por mecanismo químico em um quimioceptor (receptor sensível a alterações químicas do meio ou a ligação de um mediador químico ou neurotransmissor).

Ex: Na inflamação (seja ela aguda ou crônica) ocorre destruição de algumas células ou mesmo liberação (sem morte) de algumas substâncias que são capazes de estimular algumas terminações nervosas (Ex: prostaglandina) ou hipersensibilizá-las a outro estímulo.
As sensações de dor conforme o citado acima, estão diretamente ligadas ao sistema comportamental e a outros sistemas por que algumas alterações, além de serem capazes de estimular, também podem sensibilizar os receptores de dor.
Também podem ser classificadas em:
- Dor nociceptiva - é a dor causada pela estimulação dos receptores de dor (como as terminações nervosas da pele).
- Dor neurogênica - que ocorre por problema na via de transmissão da dor, causando uma sensação de dor em um local correspondente a esta via sem a estimulação do receptor.
- Dor psicogênica -  é a dor mais difícil de tratar por ser de origem emocional, e costuma ser considerada a mais duradoura e incapacitante. Por exemplo, a dor de perder um ente querido.